# Take Me Home
Take Me Home ist ein Lied von Phil Collins aus dem Jahr 1985, das von ihm geschrieben und von ihm mit Hugh Padgham produziert wurde. Es ist zudem Bestandteil des Soundtracks zur Serie Miami Vice.

## Geschichte
Take Me Home ist 5:51 Minuten lang und erschien zunächst im Januar 1985 auf dem Album No Jacket Required. Es wurde daraus am 15. Juli 1985 im Vereinigten Königreich und weiteren Ländern als Single veröffentlicht, im Januar 1986 auch in den USA. Auf der B-Seite befindet sich das Stück We Said Hello Goodbye, das auch auf der B-Seite von Don’t Lose My Number vorzufinden ist.
Genauso wie mit Don’t Lose My Number konnte Collins auch mit diesem Song keinen Nummer-eins-Erfolg in den Vereinigten Staaten wie One More Night, Sussudio und Separate Lives erzielen. Das Stück gehört jedoch für viele seiner Fans zu den beliebteren und wird daher bei fast jedem Konzert von Phil Collins gespielt. Entgegen Interpretationen, der Song handle von einem Mann, der nach Hause geht, oder von der psychologischen Manipulation in George Orwells 1984, legte unter anderem die New York Times nahe, dass er von einem Patienten in einer psychiatrischen Klinik handele, etwa wie im Film Einer flog über das Kuckucksnest.
Der Backgroundgesang stammt außer von Collins selbst sowohl von Peter Gabriel als auch von Helen Terry. Collins fragte auch Sting während der Aufnahmen zum Titel Long Long Way to Go, ob er sich an dem Backgroundgesang des Songs beteiligen wolle, was dieser zusagte, so dass alle vier genannten Sänger ihn bei Take Me Home übernahmen. Den Bass spielte Leland Sklar, die Gitarre Daryl Stuermer.

## Musikvideo
Jim Yukich, der auch die Regie zu Videos wie Sussudio oder Don’t Lose My Number übernahm, war der Regisseur des Musikvideos. Darin singt Collins den Song an verschiedenen Orten der Welt, darunter London, New York, Chicago, Los Angeles, San Francisco, St. Louis, Memphis, Bremen, Sydney, Moskau und Tokio. Am Ende des Videos kommt Collins vor seinem Haus an, begrüßt seine Frau im Haus, und diese ruft ihm zu, wo er so lange gewesen sei. Er antwortet mit „I’ve been in Tokyo, Sydney, New York, London“, worauf die Frau erwidert „Du warst in der Kneipe, nicht wahr?“ Phil Collins schaut kurz süffisant in die Kamera und geht dann ins Haus. Das Musikvideo wurde bei YouTube 28 Millionen Mal abgerufen (2025).

## Coverversionen
- 1996: The Dream Academy
- 2003: Bone Thugs-N-Harmony (UK #19, CH #85)
- 2019: Svobodan